# سيمونا ساركوفا
سيمونا ساركوفا مواليد 2 يناير 1992 في نوفي زامكي، سلوفاكيا، هي لاعبة كرة يد سلوفاكية تلعب كظهير أيمن. مثلت منتخب سلوفاكيا لكرة اليد للسيدات.

## سجل المنافسة
شاركت في البطولات التالية:
- بطولة أوروبا لكرة اليد للسيدات 2014

## روابط خارجية
- سيمونا ساركوفا على موقع الاتحاد الأوروبي لكرة اليد (الإنجليزية)